# الصرحات (حجة)
الصرحات هي إحدى قرى الجمهورية اليمنية. وهي تتبع جغرافيًا لمحافظة حجة. وإداريًا لمديرية بكيل المير. يبلغ تعداد سكانها 1413 نسمة حسب الإحصاء الذي جرى عام 2004.